# Bajaj Avenger
La Bajaj Avenger  es una  motocicleta de estilo crucero diseñada y fabricada por Bajaj Auto de la India desde 2005. Tomó el estilo y otros detalles de la Kawasaki Eliminator 125 la cual tenía un motor Kawasaki monocilíndrico enfriado por aire. Inicialmente la Avenger se fabricó con motor de 180cc, y se ha ido incrementando la cilindrada a 200 y 220cc con radiador de aceite en la Bajaj.
Su precio ronda de los 2 y los 5 Mill.

## Versiones

### Avenger 180
Para ganar una posición estratégica en el sector de la gama alta, los ingenieros de Bajaj reemplazaron el motor Kawasaki con un motor de diseño propio y de mayor éxito, el motor de 178.6 cc y de inyección de combustible DTS-i de la motocicleta deportiva Bajaj Pulsar. Sin embargo, el motor se ajustó para que entregara las características de torca de una motocicleta de tipo crucero y dejando una distancia entre ejes de 1475 mm. La moto se lanzó el 10 de junio de 2005.siendo la primera moto de tipo crucero desarrollada por una compañía india.

### Avenger 200
La Avenger recibió en 2007 un incremento en la capacidad del motor hasta los 200 cc. El motor enfriado por aceite era una versión modificada del que tenía la motocicleta Pulsar 200.
El motor modificado de la Avenger 200 daba 0.5 bhp y 0.4 kgf·m (4 N·m) de torca menos que la versión de Pulsar. La motocicleta alcanza una velocidad máxima de 114 km/h, llegando a los 0-60 km/h en 5.18 segundos y el 0-100 km/h en 20.03 segundos.

### Avenger 220
En julio de 2010, Bajaj lanzó la versión de 220 cc de la Bajaj Avenger, con ligeros cambios en sus medidores de combustible, neutral y luz frontal. Se fabrica en varios colores y con radiador de aceite para el motor. La Avenger 220 tiene un consumo de combustible de entre 35 a 40 km/l, una aceleración de 0 a 60 km/h y de 0 a 100 km/h en 5.4 y 15.1 segundos respectivamente.Su motor entrega 19.03 bhp @ 8400 rpm y 17.5 Nm @ 7000 rpmcon una velocidad tope de 120 km/h.